# Fighter Squadron 1

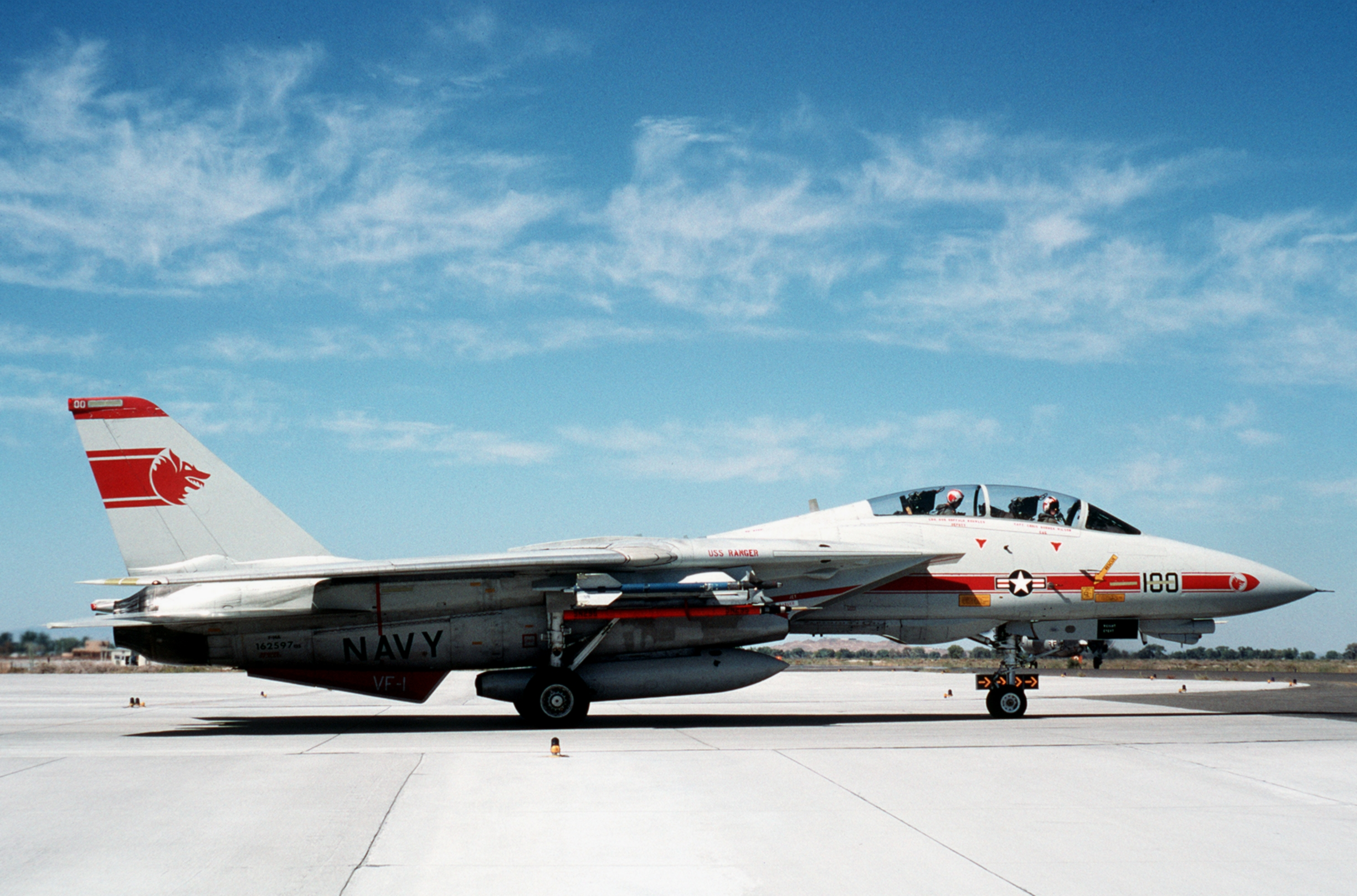
F-14A dello squadrone VF-1 nella base aerea di NAS Fallon nel settembre 1988

Fighter Squadron 1 (VF-1) è stato uno squadrone da combattimento della Marina degli Stati Uniti. Fondato originariamente il 14 ottobre 1972, fu sciolto il 30 settembre 1993. Fu il quinto squadrone della Marina statunitense ad essere designato VF-1.
Conosciuto come Wolfpack (branco di lupi), lo squadrone fu impiegato nel combattimento durante la Guerra del Vietnam e l'Operazione Desert Storm. Lo squadrone è stato sciolto e il suo personale è stato riassegnato nel 1993 quando la sua portaerei, la USS Ranger (CV-61), è stata anch'essa dismessa.